# Borgo Maggiore
Borgo Maggiore är en av San Marinos nio kommuner. Den ligger vid Monte Titanos fot och är en sammanhängande stad med en befolkning på 5 992 invånare (i slutet av 2003), vilket gör den till San Marinos näst största stad, efter Dogana.
Kommunen gränsar till Serravalle, Domagnano, Faetano, Fiorentino, San Marino och Acquaviva, samt den italienska kommunen Verucchio.
Området kallades tidigare ”Mercatale” (marknadsplatsen) och är än idag San Marinos viktigaste handelsstad. I staden finns även landets enda helikopterplatta. En bergbana leder härifrån upp till landets huvudstad längs med Monte Titano.

## Administrativ indelning
Borgo Maggiore är indelat i sex administrativa enheter (curazie):
- Cà Melone,
- Cà Rigo,
- Cailungo,
- San Giovanni sotto le Penne,
- Valdragone,
- Ventoso.